# Роял Бафокенг
«Роял Бафокенг» (англ. Royal Bafokeng Stadium) — стадіон у Пхокенгу, ПАР. Місткість стадіону — 42 000. Стадіон обрано для проведення матчів чемпіонату світу з футболу 2010. На арені відбулося п'ять матчів групового раунду і одна гра 1/8 фіналу.
Стадіон названо на честь народу Північно-Західної провінції ПАР Королівський бафокенг.